# ヴィルヘルム2世 (バイエルン公)
ヴィルヘルム2世（Wilhelm II., 1365年4月5日 - 1417年5月31日）は、14世紀の下バイエルン＝シュトラウビング公。エノー伯、ホラント伯、ゼーラント伯でもあった。アルブレヒト1世とマルガレーテ・フォン・ブリークの長男。姉マルガレーテはブルゴーニュ公ジャン無怖公に嫁ぎ、自身も1385年にフィリップ豪胆公の娘（ジャン無怖公の妹）マルグリットと結婚している（カンブレー二重結婚）。

## 生涯
派閥抗争のもつれから父と対立、内乱を起こした。1404年に死去した父の領土を継いだが、1397年には下バイエルン＝シュトラウビング公であった弟のアルブレヒト2世が亡くなっている。
1408年、弟のリエージュ司教ヨハンがリエージュ市民と対立、鎮圧の為に義兄のジャン無怖公、同族の上バイエルン＝インゴルシュタット公ルートヴィヒ7世と共に出兵。1417年に死去した時、一人娘のジャクリーヌにエノー、ホラント、ゼーラントが相続された。
しかし、下バイエルン＝シュトラウビンク公となったヨハンは反対、相続争いが勃発した。